# Eigenmannia trilineata
Eigenmannia trilineata es una especie de pez de agua dulce del género Eigenmannia de la familia Sternopygidae. Se distribuye en ambientes acuáticos de Sudamérica cálida, y es denominada comúnmente señorita, banderita o cuchillo. 

## Taxonomía
Esta especie fue descrita originalmente en el año 1966 por los ictiólogos Rogelio Bartolomé López y Hugo Patricio Castello, con base en ejemplares colectados en el Río de la Plata.
Los científicos que describieron a la especie la detectaron mientras realizaban estudios de los peces del río, como parte del plan de levantamiento integral del área del Plata que efectuó el servicio de Hidrografía Naval argentino. Una de las observaciones era frecuentar los filtros de las tomas de agua que Obras Sanitarias Nación tiene situados dentro del Río de la Plata frente a la ciudad de Buenos Aires. En julio y agosto de 1966 una extraordinaria bajante del nivel del río Paraná produjo alteraciones en la ictiofauna del Plata. En los filtros se capturaron gran cantidad de ejemplares de Eigenmannia, y ya en vivo pudieron observar que además de la tradicional E. virescens —de color blanco traslúcido sin bandas— se encontraban ejemplares de otro taxón, de color pardoamarillento, con tonos verdosos tornasolados y 3 bandas horizontales oscuras bien nítidas.
Localidad y ejemplar tipo
El holotipo es el catalogado como MACN 5470, el cual midió 178 mm de largo total. Fue colectado el 24 de agosto de 1966 en las aguas del Plata frente al barrio de Núñez, ciudad de Buenos Aires, Argentina.
Etimología
Etimológicamente el nombre genérico Eigenmannia rinde honor al ictiólogo estadounidense, nacido en Alemania, Carl H. Eigenmann. El nombre específico trilineata alude a las 3 diagnósticas bandas oscuras que presenta su patrón cromático.

## Morfología
Su largo total es de 25 cm. Posee su cuerpo la forma de un cuchillo comprimido; no presenta ni aletas pélvicas ni dorsal, siendo la aleta anal extremadamente larga y ondulante para permitirle moverse tanto hacia delante como hacia atrás. También poseen un órgano que genera descargas eléctricas.

## Distribución y hábitat
Esta especie se distribuye en la cuenca del Plata, en el centro de Sudamérica, con registros en Bolivia, Brasil, Paraguay, Uruguay y la Argentina.